# Кривое Озеро (Самарская область)
Кривое Озеро — село в Красноярском районе Самарской области. Входит в состав сельского поселения Хорошенькое.
В сентябре 2021 года власти Самарской области официально объявили о намерении построить крематорий с двумя печами в районе села (на площади 5 га к юго-востоку от села).

## География
Находится у края поймы реки Сок (левый берег) на расстоянии примерно 9 километров по прямой на северо-восток от районного центра села Красный Яр.

## Население
Постоянное население составляло 187 человек (русские 67%) как в 2002 году, 173 в 2010 году.